# カール・シューフ
カール・シューフ(Carl Eduard Schuch、名はフランス風にシャルル(Charles Schuch)とも、1846年9月30日 - 1903年9月13日）はウィーン生まれの画家である。人生の大半をイタリア、ドイツ、フランスなどオーストリア国外で暮らした。

## 略歴
ウィーンの裕福な家に生まれたが、両親はシューフの子供時代に結核で死亡した。1865年からウィーンで風景画家のハラウスカ(Ludwig Halauska:1827-1882)に絵を学んだ。1869年に唯一の姉も病死した。1869年の末にイタリアを訪れ、ヴェネツィアでドイツの画家アルベルト・ラング(Albert Lang:1847-1933)と知り合い、ナポリやローマ、フィレンツェを旅し、1年ほどイタリに滞在した。イタリアから帰国後、ミュンヘンに戻ったラングを訪ね、ミュンヘンに移り、ヴィルヘルム・トリュブナーを紹介された。トリュブナーらとともにパリでクルーベに学んで帰ったヴィルヘルム・ライブルを中心とする画家のサークル「Leibl-Kreis」のメンバーの一人となった。トリュブナー、ライブルとともに多くの芸術家が集まったオーバーバイエルンのベルンリートにスタジオを持って活動した。
1873年からバイエルンで友人となった、カール・ハーゲマイスター(Karl Hagemeister:1848-1933)とともにアムステルダムやブリュッセルに滞在し、オランダの巨匠たちの作品を学んだ。1876年から1882年まではヴェネツィアに拠点を置いて活動し、1883年から1892年までパリに滞在し、主に静物画を描いた。充分な財産を持ち、作品を売る努力をする必要は無かったので生涯に絵は1点しか売らなかったとされる。
晩年は性病に苦しみ、1891年には絵画制作をやめた。衰弱してウィーンで没した。

## 作品
- ヴェスリンガー湖
- 静物画
- ドゥーの滝 ( Saut du Doubs )

- 静物画
- 静物画
- カール・ハーゲマイスター(画家)